# Boulogne-Billancourt
Boulogne-Billancourt este o comună franceză, situată în departamentul Hauts-de-Seine și în Métropole du Grand Paris, în regiunea Île-de-France, fiind cea mai populată comună din Île-de-France după Paris. Aceasta a rezultat în 1790, sub numele de Boulogne-sur-Seine, din unirea localității Boulogne-la-Petite, parohie înființată în 1343 în jurul bisericii Notre-Dame de Boulogne sur Seyne, cu malul drept al localității Saint-Cloud. Numele de Boulogne-Billancourt, adoptat târziu, în 1926, reflectă pierderea teritoriului vast de la Longchamp și Bois de Boulogne în favoarea arondismentului al 16-lea, dar și adăugarea, acordată în 1860 ca o compensație, a localității Billancourt, o zonă marginală a Auteuil-ului, devenită în perioada interbelică sediul istoric al uzinelor Renault.
Pol economic major al Grand Paris și cea mai educată comună din Franța, Boulogne-Billancourt găzduia în 2006 aproximativ douăsprezece mii de întreprinderi; în 2023, numărul acestora a crescut la aproape treizeci și cinci de mii, ceea ce o plasează pe locul al doilea în regiunea Île-de-France, după orașul Paris. Deși are, în medie, una dintre cele mai înstărite populații din regiunea pariziană, comuna menține un echilibru social între elegantele vile din zona Parc des Princes și reședințele moderne construite de-a lungul Senei, pe fosta zonă industrială bombardată în timpul celui de-al Doilea Război Mondial.
Epoca de aur culturală a orașului Boulogne-Billancourt a fost, fără îndoială, perioada interbelică, mai precis anii 1930, când orașul a dobândit cel mai important patrimoniu arhitectural din Franța. Tot în prima jumătate a secolului al XX-lea, Boulogne-Billancourt a devenit orașul motoarelor de avion și al cinematografiei, găzduind, de asemenea, vastele fabrici ale constructorului auto Renault. Aproape în totalitate demolate, acestea au fost înlocuite de un mare centru cultural și de o grădină publică, unde se află, printre altele, La Seine Musicale, proiectată de Shigeru Ban și Jean de Gastines, inaugurată pe 22 aprilie 2017.

## Geografie

### Comune limitrofe
| Saint-Cloud | Bois de Boulogne (Paris) | Auteuil (Paris)     |
| Saint-Cloud |                          | Javel (Paris)       |
| Sèvres      | Meudon                   | Issy-les-Moulineaux |

### Geologie și relief
Suprafața comunei este de 617 ha (6,17 km²); altitudinea variază între 28 și 40 m.
Zona Boulogne-Billancourt se remarcă prin prezența unei câmpii joase, înconjurate de Sena. Este ultimul spațiu disponibil pentru o urbanizare densă la vest de Paris, înainte de înălțimile de pe malul vestic al Senei. Contrastul dintre aceste zone verzi și partea occidentală a țesutului urban parizian, reprezentată de Boulogne-Billancourt, este izbitor.
Solul este compus din nisipuri, aluviuni și pietriș, fiind, așadar, inadecvat pentru agricultură. Totuși, se cultivau grâu, secară și ovăz datorită nămolului provenit de pe drumurile pariziene, care era împrăștiat pe terenuri. Expansiunea spălătoriilor în secolul al XVII-lea se explică prin existența acestor terenuri sărace și plate (utile pentru întinsul rufelor) și prin prezența apei de mică adâncime, care permitea săparea ușoară a puțurilor.
Această situație expune în mod semnificativ Boulogne-Billancourt inundațiilor centenare, precum cea din 1910.

### Clima
În 2010, clima comunei este de tipul climatului oceanic degradat al câmpiilor din Centru și Nord, conform unui studiu al Centrului Național de Cercetare Științifică (CNRS) pe baza unui set de date care acoperă perioada 1971-2000 bazat pe o serie de date din perioada 1971-2000. În 2020, Météo-France a publicat o tipologie a climatului pentru Franța metropolitană, în care comuna este expusă unui climat oceanic și se află în regiunea climatică Sud-vest a bazinului Parisian, caracterizată printr-o ploaie redusă, în special primăvara (120-150 mm) și un iarnă rece (3,5 °C).
Pentru perioada 1971-2000, temperatura anuală medie este de 12 °C, cu o amplitudine termică anuală de 15,3 °C. Cumulul anual mediu de precipitații este de 651 mm, cu 10,9 zile de precipitații în ianuarie și 7,9 zile în iulie. Pentru perioada 1991-2020, temperatura medie anuală observată la stația meteorologică Météo-France cea mai apropiată, situată în comuna Toussus-le-Noble la 14 km distanță, este de 11,5 °C, iar cumulul anual mediu de precipitații este de 677,0 mm.
Parametrii climatici ai comunei au fost estimați pentru mijlocul secolului (2041-2070) conform diferitelor scenarii de emisie de gaze cu efect de seră, bazate pe noile proiecții climatice de referință DRIAS-2020. Aceștia pot fi consultați pe un site dedicat publicat de Météo-France în noiembrie 2022.

### Căi de comunicație și transporturi

#### Căi rutiere
Fost loc de pelerinaj, Boulogne-Billancourt s-a dezvoltat datorită poziției sale intermediare între Luvru și reședințele regale, în jurul a trei axe principale: pavé du Roi (devenită astăzi avenue Jean-Baptiste-Clément), route de la Reine, care ducea la podul Saint-Cloud, și chemin vert, prelungit de route du vieux pont de Sèvres (dublate în prezent de avenue Édouard-Vaillant și avenue du Général-Leclerc). Orașul a fost salvat de la congestia cauzată de această poziție de trecere prin dezvoltarea șoselelor de ocolire, inițiată de primarul Georges Gorse.
În prezent, orașul este deservit de autostrada A13 (ieșirea 3), care îl ocolește pe la nord, între comună și Bois de Boulogne, și de drumul național al cheiurilor, care leagă, pe la sud, drumul Georges-Pompidou de N118, la podul Sèvres.

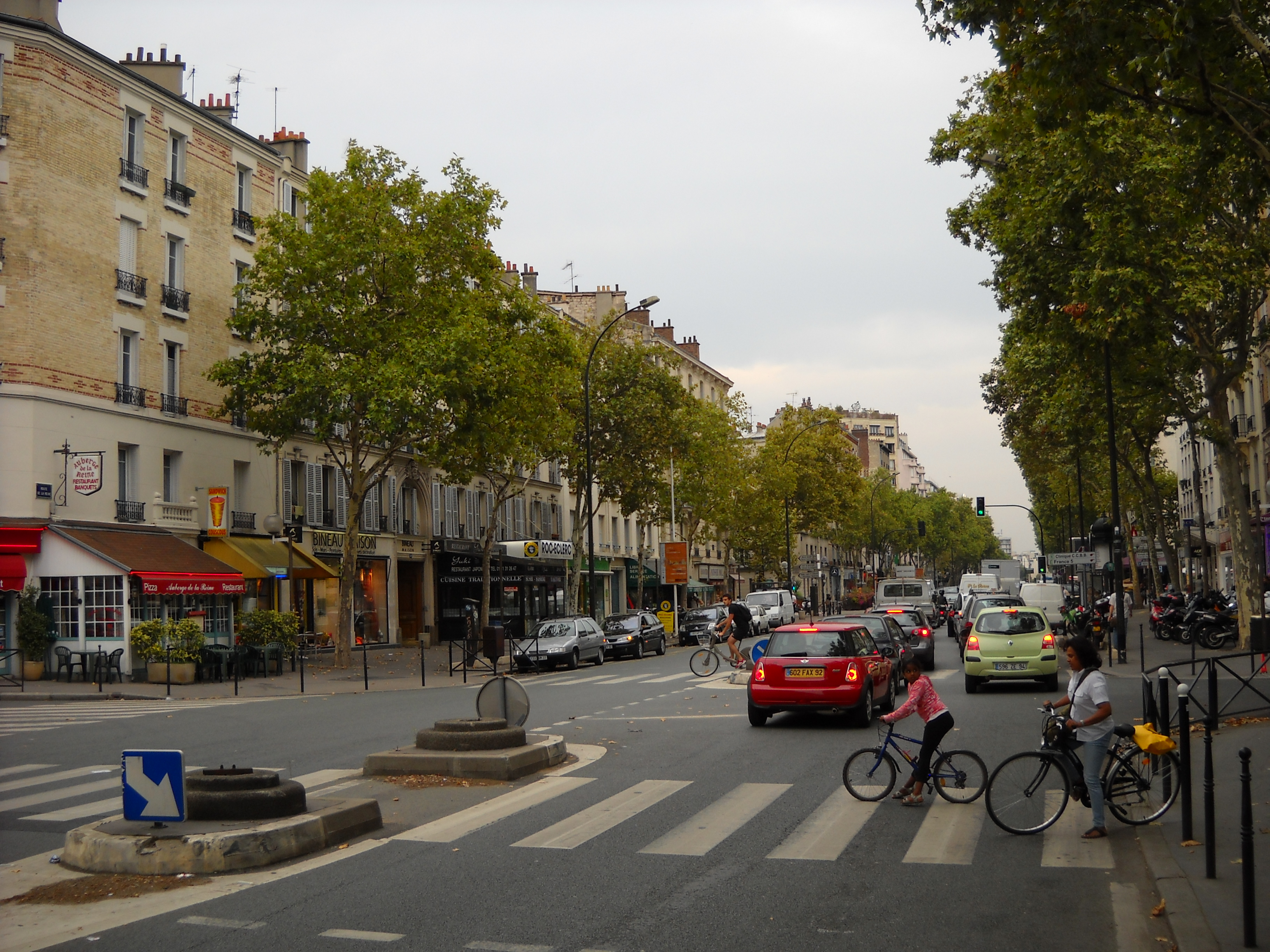
Drumul Route de la Reine, care leagă Parisul (Porte de Saint-Cloud) de podul Saint-Cloud, este una dintre principalele artere rutiere ale orașului.

În total, Boulogne-Billancourt are 70 km de drumuri, dintre care 50 km sunt drumuri municipale. Principalele artere rutiere ale orașului sunt bulevardul Auteuil, avenue Jean-Baptiste-Clément (RD 103), route de la Reine (RD 907), avenues du Général-Leclerc și Édouard-Vaillant (RD 910), bulevardul République, avenue André-Morizet (RD 50) și bulevardul Jean-Jaurès (RD 2 până la route de la Reine).
Avenue Jean-Baptiste-Clément este vechea Grande Rue a satului Boulogne-sur-Seine. Creată în secolul al XVII-lea pentru a permite aristocrației pariziene să ajungă la palatul de la Saint-Cloud, aceasta a devenit, în secolele XVIII și XIX, centrul vieții sociale din Boulogne, incluzând comerțul și locuințele burgheze.
Route de la Reine a fost construită la sfârșitul secolului al XVIII-lea, la dorința Mariei-Antoaneta, care dorea o rută mai directă către castelul Saint-Cloud, noua sa reședință.
Avenues du Général-Leclerc și Édouard-Vaillant au fost trasate la începutul secolului al XIX-lea, odată cu construirea noului pod de la Sèvres, pentru a înlocui vechiul drum spre Versailles (actuala rue du Vieux-Pont-de-Sèvres), care lega Parisul de vechiul pod.
Avenue André-Morizet și bulevardul République au fost construite la începutul secolului XX pentru a lega malul stâng al Senei de podul Saint-Cloud.
În cele din urmă, bulevardul Jean-Jaurès a fost finalizat în 1871, sub influența baronului Haussmann, care dorea să lege sudul suburbiilor capitalei de Bois de Boulogne. Inițial, se numea bulevardul Strasbourg, în onoarea armatei acestui oraș, care suferea un atac al armatei prusace. Treptat, bulevardul a devenit principala arteră comercială a orașului, în detrimentul avenue Jean-Baptiste-Clément.
Această arteră reflectă perspectiva haussmanniană, întrucât prefectul Senei a dorit ca axa bulevardului să permită vizualizarea turlei bisericii Notre-Dame de pe podul Billancourt.
Datorită poziției sale geografice, Boulogne-Billancourt este un oraș de tranzit și, prin urmare, cu un trafic intens între Paris și suburbii. În orele de vârf, orașul se confruntă cu numeroase ambuteiaje, în special în piețele sale (sensul giratoriu Rhin-et-Danube, piața Marcel-Sembat etc.).

#### Porturi fluviale
Trei milioane de tone de mărfuri, echivalentul a 150.000 de camioane, tranzitează anual cheiurile din Boulogne-Billancourt. De la amonte la aval, pe malul drept al Senei, se află patru stații pentru mărfuri mici (fără containere), distanțate la fiecare 1 până la 1,8 kilometri, gestionate de Agenția Centrală a Porturilor din Paris. Acestea sunt:
- Port des Studios, pe cheiul Point-du-Jour, aval de podul Issy, vizavi de cimitirul Pierre-Grenier (portul Point-du-Jour se află în amonte, pe teritoriul Parisului);
- Port Legrand, pe cheiul Stalingrad, amonte de podul Sèvres (peste 100.000 de tone manipulate în 2007 datorită lucrărilor de amenajare din Billancourt după plecarea uzinelor Renault);
- Port de Boulogne-Billancourt, pe cheiul Alphonse-Le-Gallo, aval de podul Sèvres (aprobat pentru mediu și produse reciclabile), care găzduiește un centru nautic (toate echipamentele și activitățile de marină);
- Port du Pont de Saint-Cloud, pe cheiul Quatre-Septembre, aval de podul Saint-Cloud.

Nu există escale pentru pasageri pe malul Boulogne-Billancourt. Cea mai apropiată se află pe malul din Sèvres, între capătul aval al insulei Seguin și podul Sèvres, însă aceasta nu este deservită de naveta Batobus, care nu coboară mai jos de Turnul Eiffel. Totuși, portul des Studios, situat pe cheiul Point-du-Jour, servește ca punct de îmbarcare pentru croaziere nocturne.

## Urbanism

### Tipologie
La 1 ianuarie 2024, Boulogne-Billancourt este clasificată drept un mare centru urban, conform noii grile comunale de densitate în șapte niveluri, definită de INSEE (Institutul Național de Statistică și Studii Economice) în 2022. Aceasta aparține unității urbane a Parisului, o aglomerație inter-departamentală care cuprinde 407 comune, dintre care face parte ca o comună din suburbii. În plus, comuna face parte din aria metropolitană a Parisului, fiind una dintre comunele de la periferie, această zonă reunind 1.929 de comune.

## Toponimie
Boulogne-Billancourt își trage numele de la orașul Boulogne-sur-Mer din Pas-de-Calais. Parohia situată în jurul unei așezări din Auteuil, numită Mesnuls-lès-Saint-Cloud, a fost creată în 1330 pentru a facilita pelerinajele mai aproape de Paris, comparativ cu cele foarte populare din orașul nordic, și astfel pentru a oferi mai ușor indulgențe. Boulogne-sur-Mer, denumită inițial Bononia în perioada antică, și-a schimbat numele devreme, prin imitarea orașului italian Bologna.
Parohia pariziană s-a numit Boulogne-la-Petite înainte de a primi, în 1793, numele de Boulogne-sur-Seine, pentru a marca extinderea cu o treime a teritoriului său până la Sena, pe terenuri care aparțineau anterior localității Saint-Cloud. Orașul a fost redenumit Boulogne-Billancourt în 1926, în urma anexării în 1859 a Billancourt, o altă așezare care rămăsese atașată de Auteuil.
Boulogne-Billancourt este adesea numită de populația locală și pe unele panouri de semnalizare simplu Boulogne, numele său oficial la momentul înființării ca comună în 1790. Numele definit de codul oficial geografic, Boulogne-Billancourt, este utilizat în principal în scopuri administrative și la nivel național, pentru a o diferenția de Boulogne-sur-Mer.

### Les Menus, Billancourt, fief-ul Baudoin, les Longs Prés, les Abondances
Aceste denumiri de cartiere fac parte din toponimele din Boulogne care datează din Evul Mediu.

### Bellefeuille, insula Seguin, Parc des Princes, Point du Jour
Toponimia modernă păstrează urmele evoluției unui sat de vacanță într-o suburbie a Parisului.

## Istorie
Viitorul Boulogne era, în perioada Evului Mediu Timpuriu, o zonă rurală verde și împădurită, unde în jurul anului 630 a fost construit podul Saint-Cloud, iar în jurul anului 841 a fost instalat o spânzurătoare regală. Începând cu 1109, un cătun al tăietorilor de lemne din parohia Auteuil, Les Menuls-lès-Saint-Cloud, s-a transformat într-un sat viticol, ilustrând renașterea capetiană. Această perioadă de înflorire este marcată în 1260 de construcția pe terenul său comunal a abației Longchamp, de către Sfânta Isabela, care a devenit ulterior un centru al vieții culturale a aristocrației pariziene.
Punctul culminant al acestei dezvoltări locale a fost atins în 1330, odată cu ridicarea, la marginea sudică a așezării, a bisericii Notre-Dame de către Filip cel Lung. Această a doua construcție de prestigiu a fost dublată de instituirea, la dorința regelui defunct Filip cel Frumos, tatăl lui Filip cel Lung, a unui loc de pelerinaj important pentru parizieni. În același an, localitatea a obținut statutul de parohie independentă, denumită Boulogne-la-Petite, în referință la Boulogne-la-Grande, actualul Boulogne-sur-Mer (Pas-de-Calais).
Pelerinajul către Fecioara din Boulogne-la-Grande era atât de faimos în acea perioadă, încât Filip cel Frumos a creat un loc de pelerinaj similar în Île-de-France, destinat credincioșilor din regiune care nu puteau călători până la coastă.

### De la satul din secolul al XVI-lea la orașul din secolul al XX-lea
Boulogne a fost distrus, se pare, în timpul Războiului de 100 de Ani și și-a reluat dezvoltarea când Francisc I s-a stabilit la castelul din Boulogne, situat la nord de Longchamp, pe atunci teritoriu boulonnais. După Fronda și transferul Curții la Versailles, conectat printr-un nou pod, iar mai târziu la Saint-Cloud în perioada Regenței și până la instalarea Reginei în același castel, care a construit la rândul ei un drum în 1760, curtenii care mergeau sau se întorceau de la Paris pe aceste noi rute au acoperit parohia cu reședințe de vacanță, după modelul vechii moșii din Billancourt.
În paralel, unul, apoi două cartiere de spălători, dedicate servirii acestor reședințe aristocratice, au luat naștere la fiecare intrare a satului.
În timpul Revoluției, satul Boulogne-la-Petite a fost extins cu aproape o treime, prin achiziționarea teritoriului deținut de Saint-Cloud de-a lungul malului drept al Senei, iar comuna a adoptat în 1790 numele de Boulogne-sur-Seine.
Foarte la modă în timpul Consulatului și al Primului Imperiu, orașul s-a urbanizat în secolul al XIX-lea. Sub Al Doilea Imperiu, a pierdut zona Longchamp, dar în 1860 a fost extins prin includerea Parcului Prinților, amenajat de Haussmann, și a zonei Billancourt, dezvoltată de baronul de Gourcuff. Luptele și ocupația prusacă, care au urmat asediului Parisului din timpul războiului din 1870, au ruinat Boulogne. Cu toate acestea, orașul a așteptat până în 1926 pentru a adopta numele de Boulogne-Billancourt.
În perioada Belle Époque, aici au luat naștere industria aeronautică și cea auto, reprezentate de companii precum Farman, Salmson și, mai ales, Renault, ale cărei uzine au ajuns să ocupe o mare parte din teritoriu.
Suburbia muncitorească, în care s-a transformat încă dinainte de Primul Război Mondial, a fost transformată între cele două războaie de André Morizet într-un oraș cu o arhitectură tipică anilor 1930, unde cinematografia franceză a cunoscut o perioadă de înflorire.

### Perioada contemporană

#### Al Doilea Război Mondial
Familia Rothschild, bancheri evrei, a fugit în Marea Britanie în 1939, sub amenințarea tot mai mare a Germaniei, abandonând definitiv castelul lor din nord-vestul orașului, care se află și astăzi în ruină. Încă din august 1939, înainte de declararea războiului împotriva Germaniei, Franța a emis un decret care prevedea „adunarea în centre speciale a tuturor străinilor originari din teritoriile aparținând inamicului”. Astfel, când Germania a invadat Polonia în septembrie, guvernul a început arestarea a câteva mii de refugiați germani sau austrieci. În primele etape, unii dintre aceștia au fost adunați pe bulevardul Auteuil, în nordul orașului, pentru a fi trimiși în stadionul Roland-Garros.
Pe 3 iunie 1940, Luftwaffe bombardează uzinele Renault, provocând zeci de morți. Parizienii se înghesuie pe drumuri pentru a scăpa de trupele germane, care ajunseseră la porțile capitalei. Primăria din Boulogne-Billancourt pregătește evacuarea birourilor sale, dar doi artileriști confiscă camioneta și fug spre Sully-sur-Loire.
Pe 14 iunie 1940, naziștii intră într-un Paris declarat „oraș deschis” și defilează chiar în aceeași zi. Ei trec prin Boulogne, folosind avenue Édouard-Vaillant pentru a ajunge de la Paris la podul Sèvres. Din acel moment, capitala va rămâne sub ocupație germană până în 1944.
Ocupația
Germanii s-au instalat treptat în oraș. Rechizițiile au vizat în total peste o sută de clădiri din Boulogne, care avea atunci peste 97.000 de locuitori. Mai mulți ofițeri superiori naziști au ocupat frumoasele reședințe din cartierul Princes (de exemplu, pe avenue Robert-Schuman, rue Gutenberg sau rue des Pins). Orașul a fost atașat, în august 1940, de Kreiskommandantur din Montrouge până la 7 iulie 1943, apoi de Feldkommandantur din Neuilly-sur-Seine.
André Morizet a refuzat, până la moartea sa, pe 30 martie 1942, să manifeste sprijin pentru un „Boulogne-Billancourt ocupat, dar nesupus” față de mareșalul Pétain.
Între 1 iulie 1940 și 19 august 1944, germanii au instalat statul major al Kriegsmarine în proprietatea familiei Rothschild, de unde l-au concediat pe administrator. Lucrările de artă, mobilierul, tablourile, statuile și colecția de vase japoneze au fost trimise în Germania. Instalarea acestui comandament superior a permis păstrarea castelului și a parcului până la eliberare. În schimb, sinagoga, transformată în grajd, și școala evreiască de pe strada Abondances au fost devastate de naziști în 1943.
În noile studiouri din Boulogne, compania germană Continental reia producția cinematografică încă din septembrie 1940, sub conducerea ambiguu-lui Alfred Greven, realizând câteva capodopere chiar sub privirea ministrului Propagandei, Joseph Goebbels. Aproape simultan, studiourile din Billancourt își reiau activitatea, întreruptă în 1939, sub conducerea lui Georges Girardot.
Rezistența
În urma decretelor din 16 și 22 iulie 1940, care anulau naturalizările efectuate de guvernul lui Léon Blum, propaganda anti-evreiască este rapid pusă în aplicare de către guvern, iar în oraș apar primele acțiuni împotriva magazinelor evreiești. Astfel, pe 3 octombrie 1940, ziua promulgării statutului evreilor, sinagoga de pe strada des Abondances este devastată de persoane necunoscute venite din Paris.
Mai multe grupuri de rezistență, însărcinate în special cu trecerea liniei de demarcație de către prizonierii evadați, sunt organizate clandestin de membri ai echipei municipale, printre care André Morizet, Pierre Grenier și Henri Mas. Locuințele sociale HBM (astăzi HLM) de pe avenue des Moulineaux (actualmente avenue Pierre-Grenier) constituie un „focar de militanți comuniști” care vor organiza mai multe acte de rezistență activă până la eliberare. Aceste acțiuni vor atrage, în august 1944, câteva salve de tun trase din insula Saint-Germain, care vor ucide mai mulți membri FFI.
În fabricile Renault din Billancourt, aflate sub control german la toate nivelurile, iau naștere, de asemenea, trei grupuri de rezistență.
- Sindicaliștii comuniști, precum Yves Kermen, recrutează membri din rândul forței de muncă imigrante, militanți ai Tineretului Comunist și membri ai serviciului de ordine al Partidului Comunist pentru a forma grupurile FTP (Francs-Tireurs et Partisans). Apelul din 10 iulie 1940 al lui Jacques Duclos, chiar în ziua votului pentru acordarea puterilor depline mareșalului Pétain, duce la crearea în fabrică a unor comitete (în rusă „soviet”), care, sub pretextul apărării intereselor salariale, mobilizează muncitorii împotriva sindicatelor mareșaliste și organizează acte de sabotaj împotriva producției germane de vehicule[39].
- Începând cu 1941, se dezvoltă o ramură a Organizației Civile și Militare (OCM), formată în cadre apropiate mediilor patronale[40]. OCM va intra în contact cu BCRA (Biroul Central de Informații și Acțiune) care o va integra în mișcarea Libération-Nord.

La începutul lunii februarie 1942, cu câteva luni înainte de a fi arestat, torturat și deportat de Gestapo, Louis François, profesor de geografie și fost ofițer de cifru în cadrul Diviziei a 4-a blindate a colonelului De Gaulle, activând în rețeaua de spionaj Confrérie Notre-Dame a colonelului Rémy, transmite Ministerului Aerului din Londra planul complet al uzinelor Renault, precizând ce se produce acolo: tancuri Panzers II și III, precum și piese de schimb pentru Panzer IV. Bombardamentele asupra Billancourt vor fi decise astfel de Winston Churchill.
- Grupul Libération-Nord se instalează în uzine în octombrie 1942. Acesta contribuie la sabotarea tancurilor germane aflate în reparație și va încerca, pe 4 iunie 1944, distrugerea uzinei, operațiune impusă de Londra[40].

Mai informal și, de asemenea, mai frecvent, Michel Leiris, aflat în contact cu grupul de la Muzeul Omului fără a adera oficial la acesta, pentru a proteja interesele galeriei Simon și de teama de a vorbi sub tortură, vine în septembrie 1940 să supravegheze apartamentul de pe strada Ancienne-Mairie al socrilor săi, familia Kahnweiler, cărora li se retrăsese cetățenia, pentru a elibera propriul apartament parizian de pe strada Édouard-Poubelle, unde o ascundea pe colega sa, lingvista Deborah Lifchitz. Aceasta, însă, va fi arestată de poliția franceză pe 21 februarie 1942, la câteva luni după ce se refugiase în apartamentul din Boulogne.
În zilele care au urmat raziei de la Velodromul de iarnă, la sfârșitul lunii iulie 1942, Maurice Brasdu, preotul parohiei Sainte Thérèse de l’Enfant Jésus, situată la nr. 62 de pe strada Ancienne-Mairie, ascunde într-un apartament închiriat pe numele său două familii persecutate, trimise la el de episcopul său, Monseniorul Brache. Este vorba despre Ahuva Frida, cumnata secretarului pastorului Henri Roser, fiica acesteia, mama ei, doamna Karpen, sora vitregă și cumnatul Frida și Maurice Berkovitz, precum și fiica lor.
Pastorul și preotul își împart sarcina de a le aduce provizii, evitând astfel riscul ca familiile să iasă afară. Când se consideră mai prudent să fugă la țară, Monseniorul Brache, care se refugiase și el în clandestinitate la Boulogne, îi încredințează unor călugărițe, care îi ajută să se stabilească, contribuind astfel la supraviețuirea lor până la Eliberare.
Deportările
După moartea lui André Morizet, noua administrație municipală condusă de Robert Colmar, numită printr-un decret al guvernului în luna aprilie, se angajează deschis în colaborare. În 1942, construcția centrului de igienă, care găzduiește astăzi comisariatul și care fusese proiectat de Tony Garnier, este suspendată printr-un ordin german. Arestările evreilor și ale rezistenților se intensifică.
În zilele de 16 și 17 iulie 1942 are loc razia de la Velodromul de iarnă. Exclusiv poliția franceză este responsabilă pentru adunarea persoanelor arestate, care, spre deosebire de razia din toamna anului 1941, include și femei și copii. Aceștia sunt reținuți în subsolul primăriei, care găzduia atunci comisariatul, înainte de a fi trimiși cu camioanele la Drancy, de unde majoritatea celor arestați în acea zi vor fi deportați fără întârziere în Germania.
Nu se știe cu exactitate câți evrei boulonnais au fost arestați, deoarece un număr mare dintre aceștia nu aveau acte, fie pentru că erau imigranți clandestini, fie pentru că își pierduseră cetățenia franceză. Totuși, o circulară a directorului poliției municipale prevede, pe 13 iulie, arestarea a 96 de evrei adulți. Mărturiile indică cel puțin două drumuri dus-întors pe zi, timp de mai multe zile, ale unui convoi format din numeroase camioane, adunând astfel câteva sute de persoane, mult mai multe decât numărul consemnat de recensămintele realizate după război pentru populația boulonnaise.
Bilanul pentru Boulogne în sine rămâne incert și incomplet. Dintre aproximativ două sute de membri ai comunității evreiești din Boulogne, au fost înregistrați 188 de evrei deportați, dintre care șaptesprezece copii, cu vârste între trei și șaisprezece ani, înscriși la școală, și doar trei supraviețuitori cunoscuți până în prezent.
De asemenea, 91 de muncitori de la Renault au fost deportați pentru motive politice, dintre care 75 au supraviețuit și 12 au murit conform datelor cunoscute. În afara angajaților Renault, 70 de locuitori din Boulogne au fost deportați pentru fapte politice, dintre care doar doi supraviețuitori și 25 de decese sunt cunoscute.
Unii locuitori sau comercianți au fost deportați în urma denunțurilor făcute de vecinii lor.
Boulogne a fost utilizat ca centru de adunare pentru alte comune. Datorită proporției semnificative a forței de muncă imigrante, primăria din Boulogne a devenit un important punct de deportare.
Bombardamentele
Orașul a fost supus în 1942 și 1943 unor bombardamente violente anglo-americane, care aveau ca țintă uzinele Renault, aflate atunci sub control german.
- Primul bombardament are loc pe 3 martie 1942, între orele 21:00 și 23:00, efectuat de Bomber Command al RAF. 220 de aparate din toate escadrilele lui Sir Charles Portal lansează 475 de tone de bombe (o bombă putea cântări 300 kg). Cu o zi înainte, Louis Renault sărbătorise cu fast livrarea tancului cu numărul 1000. Mai multe clădiri ale uzinei sunt distruse.

Numărul victimelor din cadrul uzinei Renault este redus (7 morți și 6 răniți), însă populația din împrejurimi este grav afectată, până la Vésinet. Mulți nu au înțeles necesitatea de a urma instrucțiunile de a merge în adăposturi, tipărite pe miile de fluturași aruncați din avion cu o zi înainte, sau aveau prea multă încredere în precizia de care britanicii pretindeau că sunt capabili: „Lovim puternic, țintim precis!”.
Dintre cei aproximativ 600 de morți și 1500 de răniți, se numără șaizeci și șase de copii, precum și pacienții fostului sanatoriu Sollier, devenit în 1921 spitalul Ambroise-Paré, reconstruit ulterior în curtea castelului Rothschild. La Paris, oamenii urcau pe colinele Montmartre pentru a aplauda, în spirit patriotic, bombardamentul.
Podul de la Sèvres este avariat. Alte erori de țintire afectează localități mai spre vest, inclusiv Le Pecq, care deplânge 47 de morți.
A doua zi, propaganda regimului de la Vichy orchestrează emoția națională prin discursuri radiofonice ale lui Pétain și Henriot, o zi de doliu național și o ceremonie la Notre-Dame din Paris, urmată pe 7 martie de o imensă paradă a mulțimii șocate în Place de la Concorde. Presa publică reportaje fotografice și promovează primul act de angajament colectiv al intelectualilor colaboraționiști împotriva „spiritului englez”.
Deși populația înțelegea perfect motivele bombardamentului, acesta a fost un șoc, fiind primul efectuat departe de coaste. Modul de operare, cunoscut drept „metoda Harris”, a devenit un model pentru aviația aliată.
- În iunie 1942, producția uzinelor Renault fusese reluată, iar populația bănuia că vor urma noi bombardamente. Duminică, 4 aprilie 1943, americanii lansează un raid cu 88 de aparate ale 8th Air Force, care aruncă 250 de tone de bombe într-o singură trecere, de la o altitudine de 400 m, la un minut după declanșarea alarmei. Trecătorii sunt răpuși de suflul exploziilor.

Bilanțul este de 357 de morți, 519 răniți și peste cinci sute de clădiri avariate, inclusiv spitalul Ambroise-Paré, de pe rue Castéja. Dacă în 1942 bolta metroului rămăsese intactă, acest lucru nu s-a mai întâmplat în această zi. Călătorii care coborau dintr-un tren sosit în stația Pont de Sèvres au pierit pe loc, zdrobiți sau arși.
Calitatea adăposturilor și numărul insuficient de locuri disponibile nu corespundeau deloc eficienței armelor moderne. Această lipsă de pregătire în fața unei situații previzibile a discreditat noua administrație municipală maréchalistă. Cu toate acestea, metroul va continua să servească drept adăpost pentru numeroși locuitori din Boulogne în timpul alarmelor, în special la Marcel-Sembat, unde, în unele zile, mii de persoane se adunau în fața intrărilor pentru a se adăposti.
Podul Pont de Sèvres este din nou avariat, fără însă a deveni impracticabil, dar va trebui reconstruit în 1962.
- La 3 septembrie 1943, bombele destinate uzinei O de la Renault cad în cartierul Auteuil[17]. Un nou raid este lansat pe 15 septembrie 1943, cu 81 de aparate care aruncă 250 de tone de bombe. Loviturile sunt imprecise, afectând grav cartierele și comunele din jur. Bilanțul este de 280 de morți și 470 de răniți.

Avantajul logistic obținut prin acest al treilea bombardament nu a fost diminuat, după cum relevă sondajele Gestapo-ului, de efectul victimelor civile asupra opiniei publice franceze: paradoxal, bombardamentele i-au făcut pe civili să accepte implicarea lor în război.
Acest fapt determină propaganda colaboraționistă, inspirată de o teribilă și magistrală campanie de comunicare condusă de Goebbels despre distrugerea Rouenului de către aviația britanică („criminalul se întoarce întotdeauna la locul crimei”), să instrumentalizeze toate aceste bombardamente mortale din Boulogne și împrejurimi pentru a încerca să întoarcă populația împotriva Aliaților: cuvinte împotriva bombelor.
Terenuri virane, suspectate de a conține bombe neexplodate, au rămas neconstruibile până la sfârșitul anilor 1960.
Eliberarea
În august 1944, odată cu apropierea trupelor aliate, începe procesul de eliberare în Paris și suburbiile sale. Pe 19 august, administrația municipală instalată de regimul de la Vichy în Boulogne dispare.
Pe 20 august are loc unul dintre primele revolte populare importante din suburbii: muncitorii, plecați de la Place Nationale (astăzi Place Jules-Guesde), se îndreaptă spre primărie. A doua zi, comitetul local de eliberare, prezidat de Alphonse Le Gallo, încurajează insurgenții, în timp ce uzinele Renault intră sub controlul Forțelor Franceze ale Interiorului (FFI).
În cele din urmă, pe 24 august, la anunțul sosirii Diviziei a 2-a blindate a generalului Leclerc, baricade sunt ridicate în Boulogne, acum eliberat. Pușcașii marini pătrund în oraș prin Pont de Sèvres, distrugând de-a lungul cheiului o coloană germană.
În septembrie 1944, americanii transformă castelul familiei Rothschild, evacuat de Kriegsmarine, într-un centru de tranzit. Pagodele, porticurile, podurile, chioșcurile și copacii din parc sunt folosiți ca lemn de foc, iar restul decorațiunilor interioare dispar. Parcul suferă distrugeri cauzate de camioanele grele, pentru care servea drept parcare.
La întoarcere, familia Rothschild, ai cărei membri, cu excepția lui Edmond, ofițer, li se fusese retrasă cetățenia franceză pe 6 septembrie 1940, descoperă castelul devastat și părăsește Boulogne, stabilindu-se în Elveția.
Pe 27 ianuarie 1945, Alphonse Le Gallo, primar numit provizoriu de prefect, alături de rezistenții din Boulogne, îl întâmpină în zăpadă pe generalul de Gaulle, escortat de generalul Kœnig și de trupe franceze și americane. Șeful Guvernului Provizoriu rostește un discurs la ora 12:45 de la balconul primăriei.

#### Perioada postbelică
Centru de modernitate
La fel ca după Primul Război Mondial, Boulogne inovează și după cel de-al Doilea Război Mondial, atât în domeniul arhitecturii, cât și al tehnicilor industriale. Invenția „timpurilor moderne”, ironizată la acea vreme de Jacques Tati, inițiată în anii 1930 și dezvoltată de ideologia planistă, cunoaște o amplificare în anii 1950.
- Conceptul arhitectural de „barre” este prototipat pe terenurile din apropierea capului podului Pont de Sèvres, devastate de bombardamente. Un urbanism centrat pe transporturi (intersecții rutiere urbane și o gară care integrează diferite moduri de transport public) este realizat aici pentru prima dată în Franța.
- Conceptul de ansamblu urbanistic, cu turnuri rezidențiale, căi de acces și parcări subterane, precum și spații verzi, este testat pe terenurile bombardate ale fostelor uzine Salmson de către arhitectul Fernand Pouillon.
- R.N.U.R. (Regia Națională a Uzinei Renault), naționalizată, înțelege, spre deosebire de Louis Renault, importanța dezvoltării pieței de consum pentru angajați într-o „societate de consum”. Aceasta oferă locuri de muncă și locuințe locuitorilor din Boulogne și devine primul exportator al Franței, cu un buget care depășește cel al statului. R.N.U.R. este adesea un laborator al tehnologiilor noi.
  - În fostele birouri ale lui Louis Renault, consolidarea contabilă este aplicată pentru prima dată în Franța, începând din 1962.
  - „La Régie” este una dintre primele companii industriale care adoptă, după modelul INSEE, cartele perforate pentru calculatoare combinate cu tabulatoare, primul suport al informatizării.
  - C.A.O. (Concepția asistată de calculator) este inventată de inginerul Pierre Bézier, care, în timpul captivității sale din timpul războiului, a studiat mașinile automate implementate de Alfred P. Sloan pe liniile de producție ale General Motors.

„Suburbia radiantă”automobilul și locuirea de masă
„Suburbia radiantă” este adaptarea de către Le Corbusier a conceptului său de „oraș radiant” pentru Boulogne. Proiectul, care nu a fost realizat, a influențat totuși urbanismul postbelic.
Principalele realizări și transformări:
- Construcția cartierului rezidențial Farman pe terenurile bombardate.
- 1950: Construcția cartierului HLM de pe strada Albert-Laurençon de către cooperativa Terre et Famille.
- Reconstrucția cartierului portului, abandonându-se proiectul Le Corbusier.
- Reconstrucția podului Pont de Sèvres și construcția capului acestuia (stație de metrou, gară de autobuze, intersecție rutieră).
- 1955: Inaugurarea patinoarului federal.
- 1957: Construirea imobilelor din cartierul Semeurs, la nord de Pont de Sèvres, un prototip redus al barurilor rezidențiale.
- Deschiderea primelor supermarketuri.
- Inaugurarea unei piscine.
- 1960: Finalizarea și falimentul fraudulos al cartierului rezidențial Salmson, construit de Fernand Pouillon, prototip al cartierului La Défense.
- 1961: Construcția noului spital Ambroise-Paré.
- 1958-1973: Construcția Boulevard périphérique (șoseaua de centură).
- Amenajarea drumului pe malul râului de către Georges Gorse.
- Construirea drumului expres F18.
- Construcția tunelului Marcel-Sembat.
- 1974: Construcția podului pentru autostradă și străpungerea parcului Rothschild.
- Construirea complexului Forum la sud de Pont de Sèvres.
- Prelungirea liniei 10 de metrou.
- Implementarea rețelei de autobuze municipale.
- Crearea parcărilor subterane.

Mai 1968 la Billancourt și urmările sale
- Renault strănută, Franța se îmbolnăvește.

Pe 17 mai 1968, studenții parizieni organizează, la inițiativa lui Alain Krivine, un marș în jurul uzinelor Renault din Billancourt, care intraseră în grevă cu o zi înainte. Cu aproximativ douăzeci de mii de muncitori, dintre care peste o zecime erau membri ai Partidului Comunist Francez, acest complex industrial era cel mai mare din Franța și inima sindicalismului. Studenții sperau să atragă muncitorii de partea cauzei lor, deși PCF nu aproba direcția trotskistă a mișcării, dar vedea în aceasta o oportunitate de a negocia noi acorduri sociale. Studenții au fost primiți de muncitori cu un dispreț ostentativ, confruntându-se astfel cu o dezamăgire care anunța eșecul politic al mișcării lor.
- Jean-Paul Sartre și preluarea controlului de către CGT
- Crima lui Pierre Overney
- Asasinarea lui Georges Besse

După șocul petrolier
După Al Doilea Război Mondial, și mai ales începând cu anii 1980, industria bazată pe forță de muncă a fost înlocuită de activitățile din sectorul terțiar, în special odată cu apariția societăților de informatică, a companiilor din domeniul audio-vizual, și a agențiilor de publicitate.
- Reconvertirea economică (închiderea uzinei Renault în 1992, sosirea grupului Bouygues, amenajarea zonei Point du Jour…)
- Spațiul verde în oraș (construcția promenadei centrale – abandonarea conceptului de ansamblu –, restaurarea Parcului Rothschild…)
- Prăpastia centrului orașului descrisă de Paul Graziani (închiderea liceului Delory, Centrul Landowski, zona comercială Les Passages…)
- Șantierele de reabilitare (zonele Glacières, Farman, Renault)
- Preocupările ecologice (reciclarea, colectarea selectivă a deșeurilor, poluarea fonică…)

Astăzi, Boulogne-Billancourt este primul pol urban al regiunii după Paris, cu care este fizic integrat.

## Populația și societatea

### Date demografice
Evoluția numărului de locuitori este cunoscută prin recensămintele populației efectuate în comuna respectivă începând din 1793. Pentru comunele cu mai puțin de 10 000 de locuitori, un recensământ al întregii populații este realizat la fiecare cinci ani, populațiile legale pentru anii intermediari fiind estimate prin interpolare sau extrapolare.
În 2021, comuna număra 119808 locuitori, în creștere cu +1,59 % față de 2015 (Hauts-de-Seine: +2,11 %, Franța fără Mayotte: +1,84%).
| An        | 1793 | 1821 | 1841 | 1856  | 1876  | 1886  | 1901  | 1921  | 1936  | 1962   | 1982   | 2006   | 2014   | 2021   |
| --------- | ---- | ---- | ---- | ----- | ----- | ----- | ----- | ----- | ----- | ------ | ------ | ------ | ------ | ------ |
| Populație | 3600 | 3266 | 6906 | 11378 | 21556 | 30084 | 44416 | 68008 | 97379 | 106641 | 102582 | 110251 | 116927 | 119808 |

## Cultură locală și patrimoniu

### Locuri și monumente
Comuna include numeroase monumente înscrise în inventarul general al patrimoniului cultural al Franței.

#### Biserica Notre-Dame de Boulogne
Biserica Notre-Dame-des-Menus din Boulogne, construită în secolul al XIV-lea, este clasată monument istoric din 1862. Aceasta a fost un important loc de pelerinaj în trecut.

#### Maison Saint-François-de-Sales

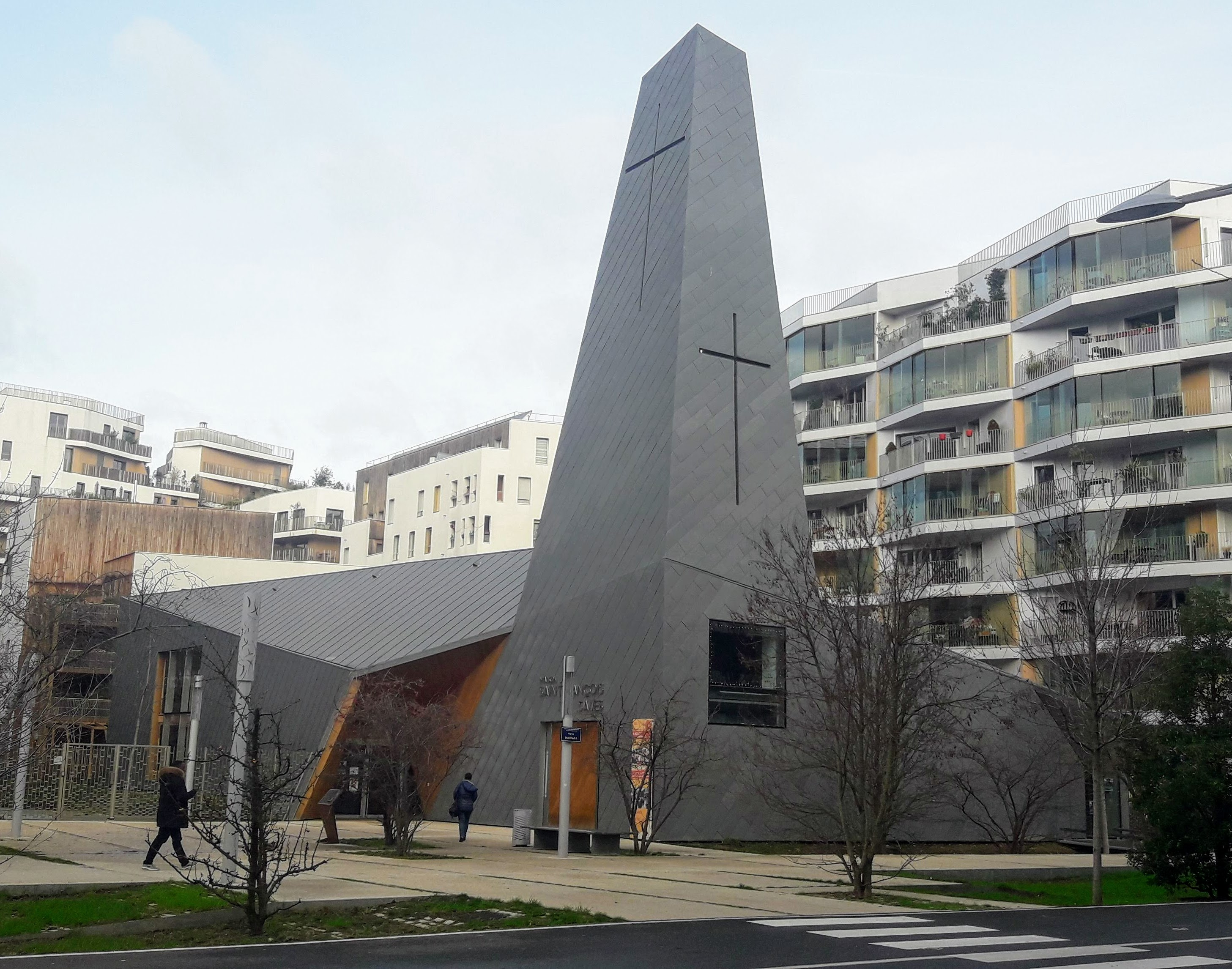
Maison Saint-François-de-Sales.

Maison Saint-François-de-Sales este a patra casă a Bisericii din cadrul diecezei de Nanterre, căreia îi este afiliată. Nu este o parohie sau o biserică, ci o casă de primire cu vocație pastorală. Aceasta găzduiește două centre principale: Casa familiilor și Casa decanatului.
- Casa familiilor oferă sprijin relațiilor familiale, încurajând ajutorul reciproc între părinți, comunicarea în cuplu, relațiile dintre părinți și copii, precum și solidaritatea educațională.
- Casa decanatului este un spațiu dedicat primirii, reflecției și acțiunilor inter-religioase, ecumenice și interculturale pentru persoanele care locuiesc, studiază, lucrează sau doar trec prin zonă.

#### Castelul Buchillot

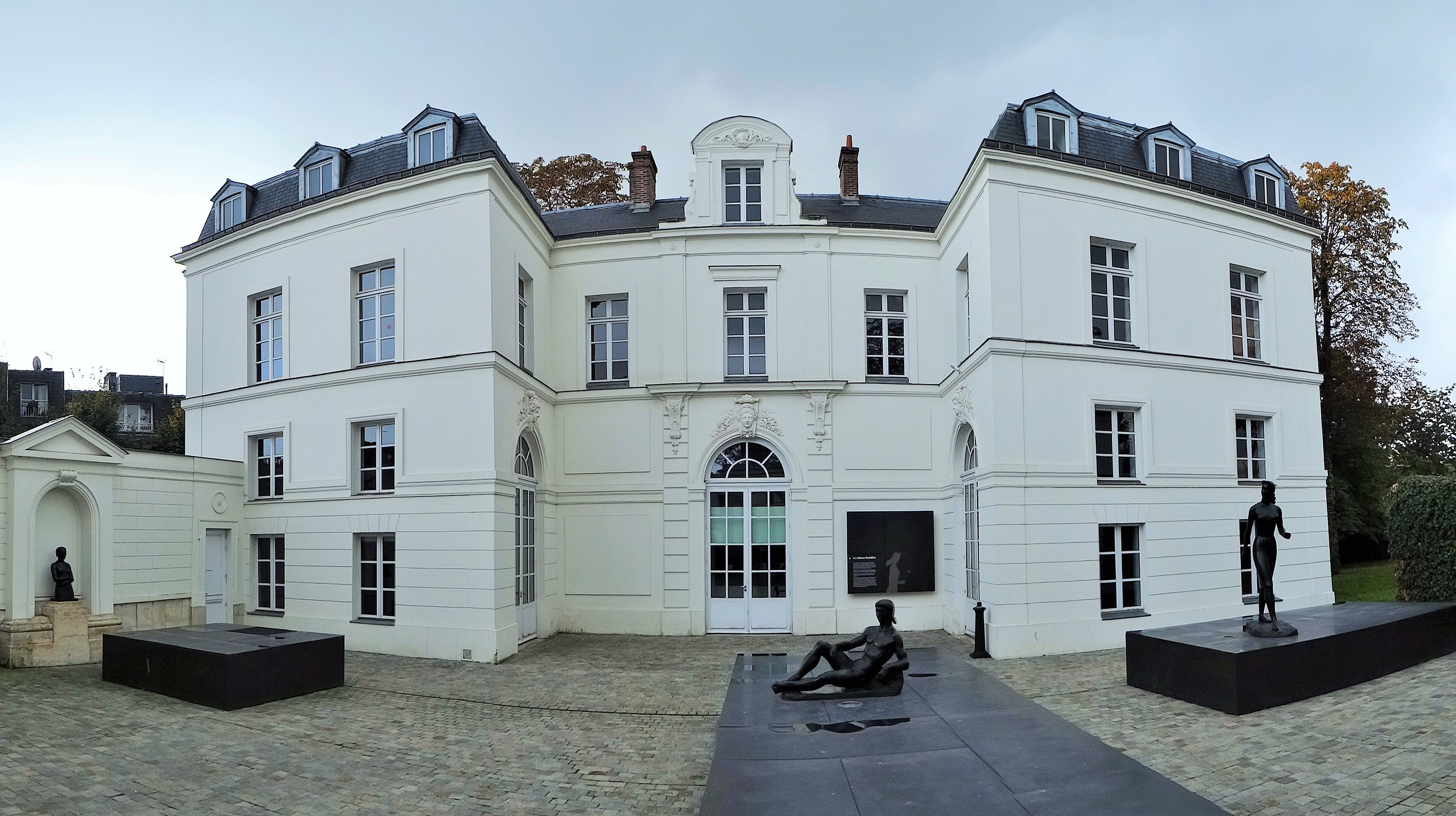
Castelul Buchillot.

Castelul Buchillot, o reședință de agrement din secolul al XVIII-lea, este clasat monument istoric și a fost, în trecut, anexat castelului Rothschild. Cele trei clădiri au fost transformate în Muzeul Paul-Belmondo. Atelierul artistului a fost reconstituit, iar unul dintre pavilioane găzduiește desenele acestuia. Un alt pavilion este dedicat expozițiilor artiștilor contemporani inspirați de stilul modernist. Vizitatorii sunt întâmpinați în curtea castelului de celebra sculptură Tânăra femeie în mers.

#### Castelul Rothschild

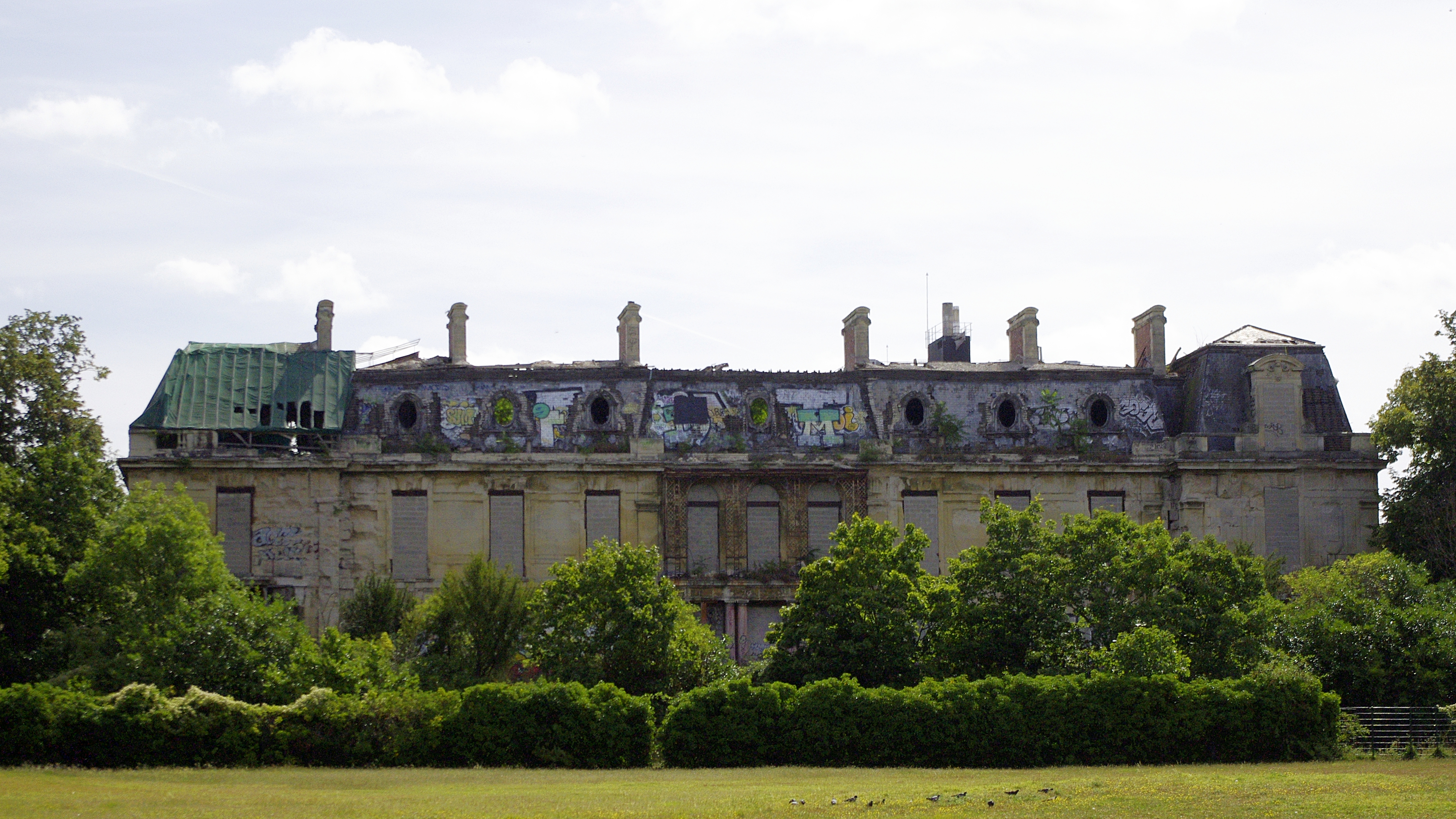
Castelul Rothschild a fost una dintre cele mai frumoase reședințe din Franța, iar parcul său, unul dintre cele mai vizitate din Europa.

Castelul Rothschild a fost construit între 1855 și 1861 în stilul Ludovic al XIV-lea, la cererea bancherului James de Rothschild. Era înconjurat de grădini splendide în stil francez și englez, care se întindeau pe treizeci de hectare. Castelul a fost mult timp un loc de întâlnire al înaltei societăți. Ulterior, a fost jefuit de naziști și avariat de americani în timpul celui de-Al Doilea Război Mondial.
Vândut lui Khalid Abdulaziz Al Ibrahim, astăzi este complet abandonat, în ruină, și este afectat de trecerea timpului și de acte de vandalism. Aproximativ cincisprezece hectare din parc au fost transformate în parc public, restul fiind abandonat împreună cu castelul sau înlocuit de autostrada A13 și de spitalul Ambroise Paré.

#### Sinagoga din Boulogne-Billancourt
Sinagoga din Boulogne-Billancourt, situată pe strada des Abondances și de l'Abreuvoir, a fost construită de arhitectul Emmanuel Pontremoli, cu picturi realizate de Gustave Louis Jaulmes în 1911. Este înscrisă ca monument istoric.

#### Primăria din Boulogne-Billancourt
Opera arhitectului Tony Garnier, finalizată în colaborare cu Jacques Debat-Ponsan, Paul Landowski, Paul Moreau-Vauthier și André Morizet, primăria din Boulogne-Billancourt a fost inaugurată în 1934 și inclusă, din 1975, în inventarul Monumentelor Istorice. Clădirea impresionează prin mobilierul și decorul tipic anilor ’30, realizate de Jean Prouvé, Joseph Bernard, Alphonse Gentil, François Bourdet și, în mod special, prin „uzina” – o sală interioară imensă, care aduce lumină în cele trei galerii minimaliste din beton, suprapuse în formă de inele alungite, unde sunt amplasate birourile cu pereți de sticlă.
Din 1988, vizitatorii sunt întâmpinați, pe partea „palatului”, de tabloul monumental al lui Olivier Debré, care domină scara interioară construită în 1931 sub supravegherea unchiului său matern.

#### Biserica Sfântul Nicolae
Biserica Sfântul Nicolae Făcătorul de Minuni este una dintre cele zece mici biserici ortodoxe construite între cele două războaie mondiale în sud-vestul Parisului de rușii albi refugiați din cauza Revoluției din 1917. Ridicată în 1927, datorită fondurilor strânse de muncitorii ruși ai uzinelor Renault, biserica a devenit un centru cultural activ pentru cei aproximativ patru mii de ruși din „Billancoursk” care doreau să păstreze vie amintirea Sfintei Rusii, pierdută pe teritoriul său natal.
Distrusă de bombardamentele aliate din aprilie 1943, biserica a fost reconstruită abia în 1960, când a doua generație de ruși emigranți se dispersase și se integrase în societatea franceză. Iconostasul său este opera pictorului Valentin Zvetchinsky.
Restaurată în 2003, biserica găzduiește astăzi corul Sfântul Nicolae.

#### Fântâni și statui

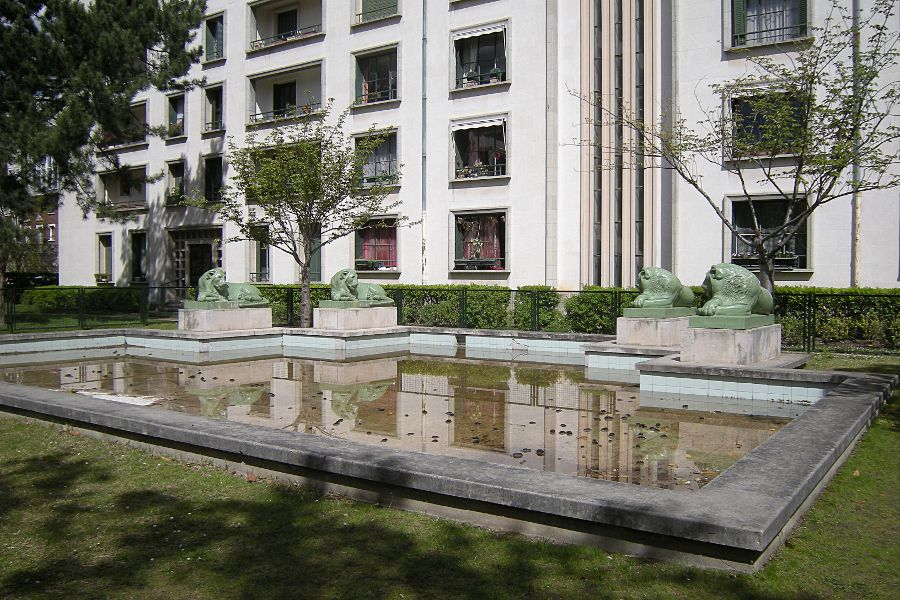
Fântâna cu lei, provenind de la fântâna Institutului, în prezent amplasată în piațeta Fraților Farman.

- Statue aparent gotică a leului culcat, situată în piațeta Farman;
- Fântâna cu lei din piațeta Farman, replică realizată de Antoine Vaudoyer, inspirată de figurile de pe pilonul estic al templului lui Nectanebo I din Saqqara, Egipt, și recuperată de pe fațada Academiei Franceze;
- Fântâna Nimfelor, situată în piațeta Léon Blum, creată de Peyre la sfârșitul secolului al XIX-lea, pe vremea când parcul aparținea primăriei;
- Fântâna Râsului, tot acolo, o ceramică a sculptorului boulonnais Paul Moreau-Vauthier ;
- Fântâna din piatră, realizată la comanda primăriei în 1928 de Eugène Molineau, pentru parcul său;
- Fântâna Lebedelor, situată în piața Denfert-Rochereau, în fața bibliotecii Marmottan, sculptură din bronz a boulonnaisului Marcel Loyau;
- Statui ale Sfântului Francisc de Assisi și Sfintei Clara de Assisi, sculptate de Paul Landowski, vizibile în grădina Landowski;
- Signal des Cimenteries, al fraților Martel, amplasat la intrarea în spațiul Paul-Landowski, o lucrare inovatoare din beton realizată pentru Expoziția Universală din 1937, reprodusă aici de Paul Chemetov;
- Monumentul generalului Leclerc, situat la intrarea podului Sèvres;
- Monumentul mareșalului Juin, la capătul promenadei de pe strada Sèvres;
- Fântâna Sfintei Familii, cu săgeți aurite care urcă spre cer, situată în mijlocul bazinelor rezidenței Salmson Le Point du Jour, construită de Fernand Pouillon între avenue Pierre-Grenier și rue du Point-du-Jour;
- Statuie a lui Chaim Jacob Lipchitz, turnată la comanda primăriei de prietenul său Arbit Blatas, vizibilă în grădina aripii sudice a primăriei;
- Cavalerul Nebun, o sculptură monumentală din cupru a lui Jean-Louis Raina, amplasată la colțul promenadei Mareșalului Juin cu rue de Bellevue;
- Laleaua, o sculptură monumentală din cupru a aceluiași artist, situată în interiorul promenadei Mareșalului Juin;
- Fântâna din piața Ailes, un decor de cinema improbabil, care reproduce zeul Neptun din bazinul de la Versailles și un înger muzician;
- Piatră Care Se Învârte, o fântână din piațeta Longs Prés;
- Sirena uzinelor Renault, o „mare urlătoare” echipată cu opt megafoane animate de un motor de 15 cai putere, amplasată inițial la șase metri înălțime pe un turn, cu o greutate de 300 de kilograme. După ce a fost demontată în 1992 de pe acoperișul atelierului de vopsitorie, a fost recuperată de colecționari și reamplasată în ianuarie 2020 în piața Jules-Guesde, pe un soclu cu explicații.

### Cultură

#### Biblioteca Marmottan

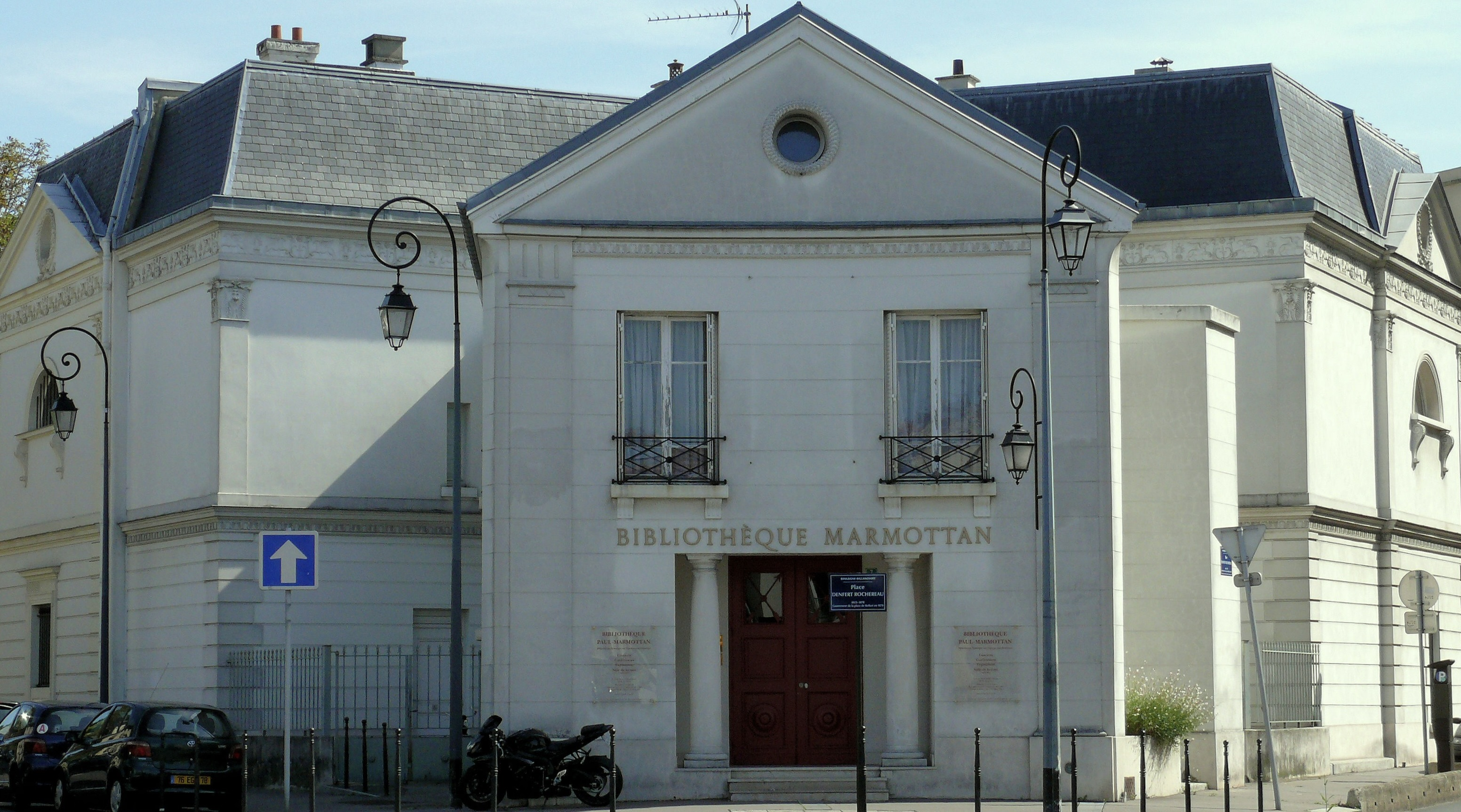
Biblioteca Marmottan

Amenajată la adresa actuală, 7 place Denfert-Rochereau, între 1890 și 1920, în stilul Primului Imperiu, de către Paul Marmottan, un colecționar pasionat al acestei epoci, biblioteca este și moștenitoarea muzeului Marmottan din Paris. Deschisă publicului, biblioteca oferă ocazional cercetătorilor și istoricilor acces la arhivele Europei napoleoniene, pentru care a fost special concepută.
Aceasta pune la dispoziția lor un auditoriu destinat conferințelor, care servește, de asemenea, drept sală de concerte pentru o școală de muzică.

#### Muzeul Albert-Kahn

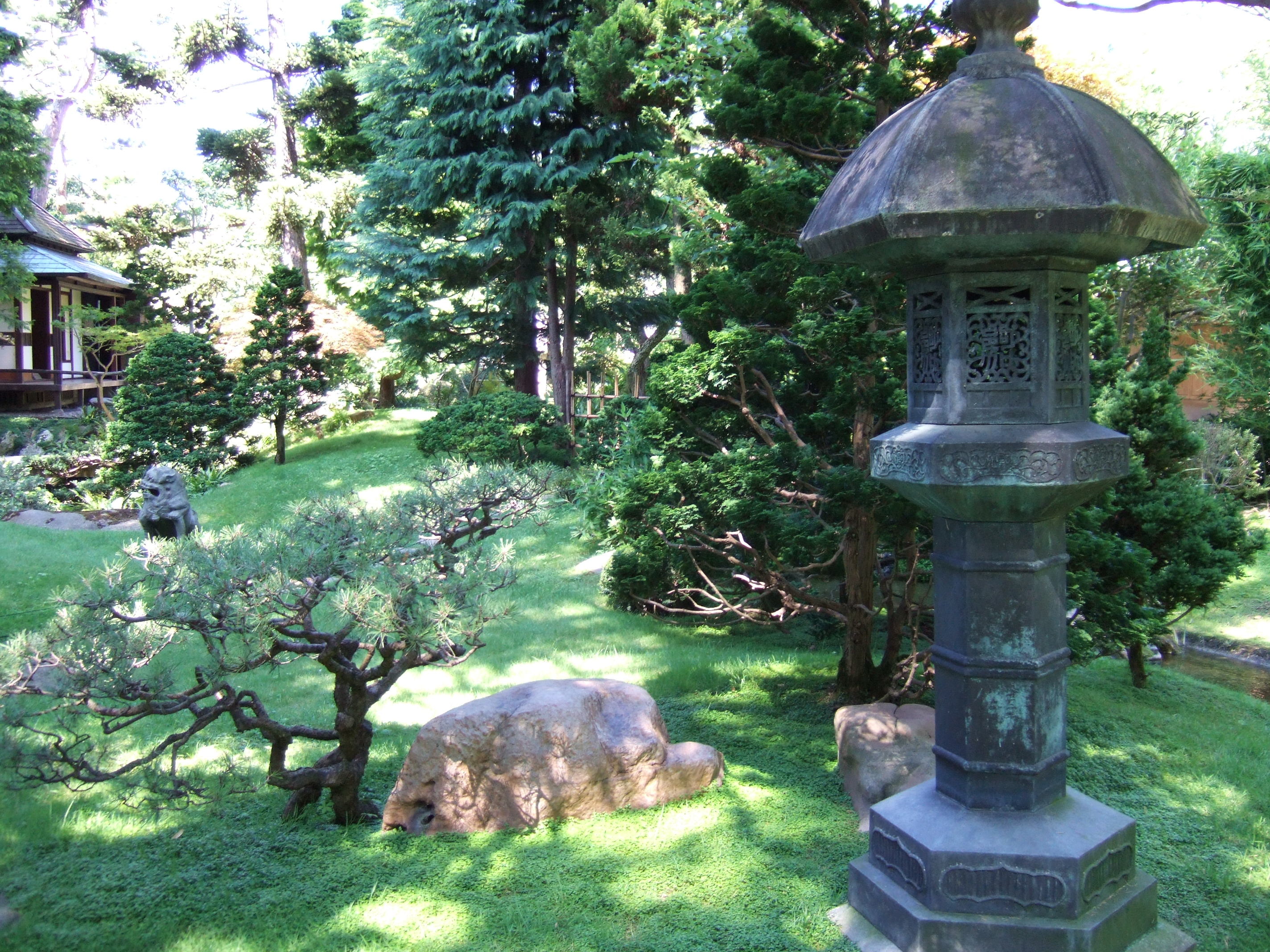
Grădina japoneză a Muzeului Albert-Kahn.

Muzeul departamental Albert-Kahn, al zecelea cel mai vizitat sit din suburbia pariziană, include:
- Grădinile Albert-Kahn, o colecție de șapte grădini peisagistice care evocă peisaje din cele patru colțuri ale lumii;
- Arhivele Planetei, cea mai mare colecție mondială de 180.000 m de filme și 72.000 de documente fotografice, adunate înainte de război de vânători de imagini remunerați prin bursele oferite de Albert Kahn. Filmele și autochromele pot fi vizionate la fața locului.

Expoziții temporare sunt organizate în incinta sa.
Lucrări considerabile au fost inițiate în 2016, iar grădinile au fost redeschise publicului în septembrie 2019. În ceea ce privește muzeul, după cinci ani de închidere pentru renovări, acesta și-a redeschis porțile publicului pe 2 aprilie 2022.

#### Muzeul Paul Landowski
Muzeul Paul Landowski, dedicat operei sculptorului francez Paul Landowski (1875-1961), este situat în Espace Landowski din Boulogne-Billancourt. Inaugurat în septembrie 2017, muzeul prezintă o colecție vastă de lucrări ale artistului, inclusiv sculpturi de mici dimensiuni, machete ale monumentelor sale majore, precum Cristos Mântuitorul din Rio de Janeiro și mausoleul lui Sun Iat-sen, precum și desene. 
Anterior, aceste colecții erau expuse în Muzeul-Grădină Paul Landowski, construit subteran pe terenul fostei grădini a atelierului sculptorului. Acest muzeu-grădină a fost închis, iar în 2017, un nou muzeu Paul Landowski a fost deschis în cadrul Muzeului Anilor '30, situat în Espace Landowski. 
Muzeul oferă vizitatorilor posibilitatea de a descoperi diversitatea operei lui Landowski, de la lucrări intime la proiecte monumentale, evidențiind contribuția sa semnificativă la arta secolului XX.

#### Muzeul Anilor ’30
Este un muzeu municipal al orașului Boulogne-Billancourt, fondat în 1939. Acesta găzduiește o colecție de lucrări și obiecte de artă datând din anii 1930, incluzând o selecție reprezentativă a mișcării Art déco.

#### Muzeul Renault
Patru săli dintr-un hotel particular din secolul al XIX-lea, situat pe strada Abondances, nr. 27, oferă o incursiune în istoria uzinelor de automobile și a companiei Renault prin filme, documente și obiecte, fiecare sală fiind dedicată următoarelor teme:
- Louis Renault;
- Istoria participării Renault la cursele auto;
- Acțiunea socială (asigurări mutuale, dispensare, creșe, bibliotecă, club sportiv COB etc.);
- Metodele industriale dezvoltate și inventate la Renault, în special cele realizate de Pierre Bézier.

Muzeul este închis din 2016.

#### Muzeul Paul-Belmondo

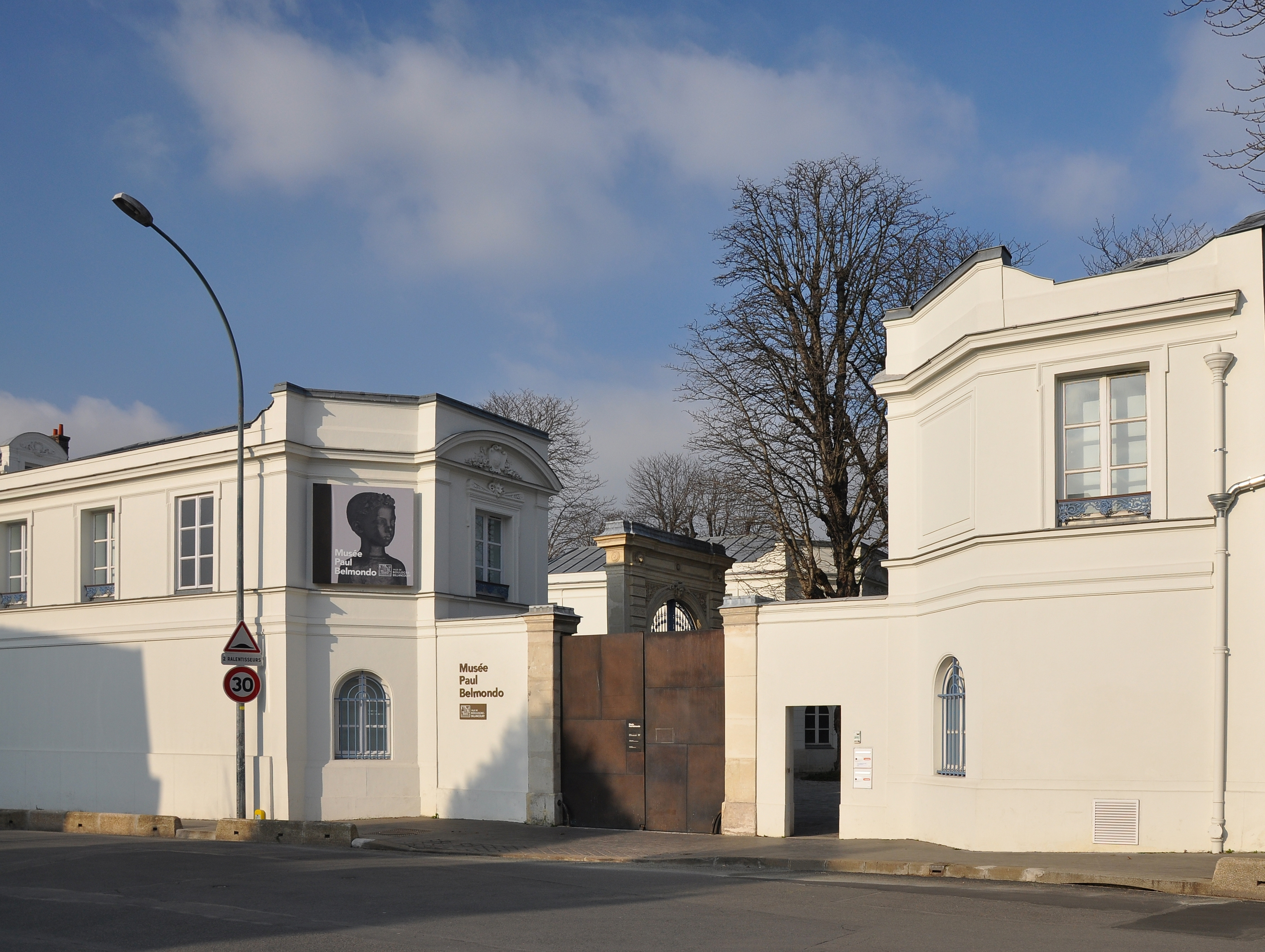
Intrarea în Muzeul Paul-Belmondo.

Muzeul Paul-Belmondo, situat în clădirile castelului Buchillot, prezintă o colecție impresionantă, formată din 259 de sculpturi și 878 de desene, donate municipalității de către copiii artistului. Paul Belmondo își avea atelierul la Paris.
Un cabinet al medaliilor expune 444 de lucrări turnate de sculptor. Vizitatorii sunt întâmpinați de celebra sculptură Tânăra fată în mers.

#### Studiourile EMI Pathé-Marconi
Situate la adresa 62 rue de Sèvres, studiourile Pathé-Marconi au găzduit cei mai mari artiști ai scenei pop-rock între anii 1960 și 1990.
În timpul seriei lor de concerte la Olympia, în ianuarie-februarie 1964, The Beatles au mers la studiourile Pathé-Marconi pentru a înregistra mai multe piese, printre care celebrul „Can't Buy Me Love”, care a ajuns rapid pe locul 1 în Marea Britanie și Statele Unite după lansare.
The Pretenders, Sting, Keith Emerson, Elton John, dar și The Rolling Stones au înregistrat, de asemenea, la studiourile Pathé-Marconi din Boulogne-Billancourt.
Trupa locală Les Chats Sauvages, aflată sub contract cu casa de discuri Pathé, și-a înregistrat toate albumele între 1961 și 1964 în aceste studiouri.

### Personalități
- Édith Cresson (născută Édith Campion, la 27 ianuarie 1934, la Boulogne-Billancourt / Boulogne-sur-Seine, Hauts-de-Seine) este o politiciană franceză. În timpul președinției lui François Mitterand, a îndeplinit funcția de șef al guvernului francez, de la 15 mai 1991 până la 2 aprilie 1992, fiind prima femeie care a îndeplinit vreodată aceată funcție.
- Didier Decoin (n. 1945), scriitor distins cu Premiul Goncourt;
- Charles Napoléon (n. 1950), politician;
- Jean-Paul Agon (n. 1956), om de afaceri;
- Éric Lombard (n. 1958), politician;
- Perrine Pelen (n. 1960), schior;
- Elsa Zylberstein (n. 1968), actriță;
- Claire Castillon (n. 1975), scriitoare;

## Înfrățiri
- Belgia – Anderlecht - din 1955[71]
- China – Guang'an - din 2007[71]
- Regatul Unit al Marii Britanii și al Irlandei de Nord – Hammersmith - din 1955[71]
- Statele Unite ale Americii – Irving - din 1993[71]
- Italia – Marino - din 1968[71]
- Germania – Neukölln - din 1955[71]
- Serbia – Panciova - din 1972[71]
- Israel – Ra'anana - din 1996[71]
- Tunisia – Sousse - din 1977[71]
- Regatul Țărilor de Jos – Zaandam - din 1955[71]